# طواف سويسرا 2002
طواف سويسرا 2002 (بالإنجليزية: 2002 Tour de Suisse)‏  هو سباق دراجات هوائية، وهو الموسم رقم 66 من السباق، وأقيم خلال الفترة 18 يونيو 2002، وحتى 27 يونيو 2002، وهو من نوع سباق المرحلة.
فاز فيه بالمركز الأول أليكس تسولي، وبالمركز الثاني بيوتر واديكي، وبالمركز الثالث نيكولا فريتش، والفائز في ترتيب التسلق  إريك تسابل، والفائز حسب ترتيب النقاط Steve Zampieri ‏.

## الفائزون
| الترتيب    | الفائز          |
| ---------- | --------------- |
| الفائز     | أليكس تسولي     |
| الثاني     | بيوتر واديكي    |
| الثالث     | نيكولا فريتش    |
| حسب النقاط | إريك تسابل      |
| تسلق الجبل | Steve Zampieri ‏ |